# 金炳旭 (1965年)
金炳旭（：／ Kim Byeong-uk，1965年4月15日—），大韓民國自由派政治人物，第20到21屆國會議員。